# Ракетные сани

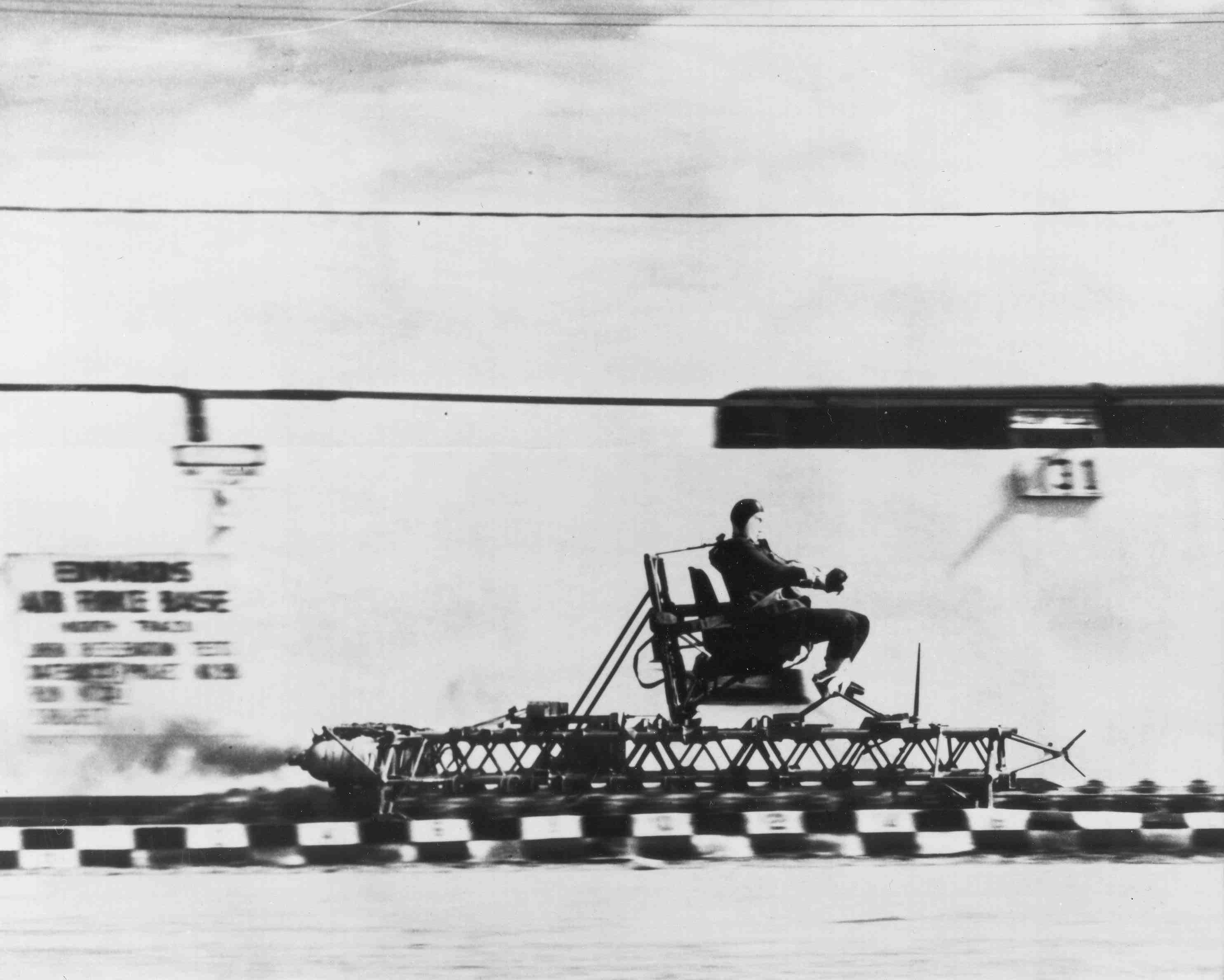
Джон Полл Стапп, пилотирующий ракетные сани на авиабазе Эдвардс

Ракетные сани — испытательная платформа, скользящая по специальному рельсовому пути с помощью ракетного двигателя. Как понятно из названия, у данной платформы отсутствуют колёса, а вместо них использованы специальные салазки, которые повторяют контур рельсов и не дают слететь платформе.
Именно ракетным саням принадлежит наземный рекорд скорости, который составляет 8,6 Маха. (10620 км/ч)

## Применение

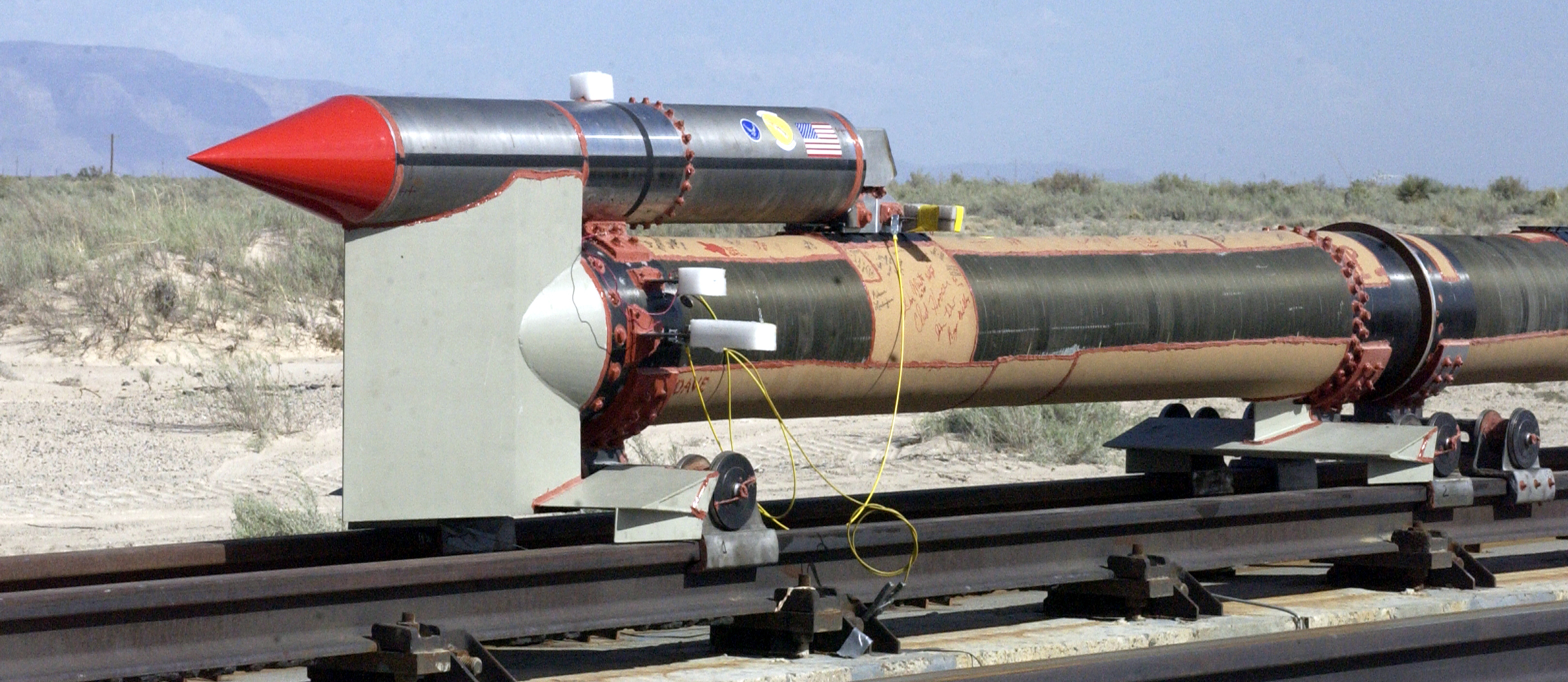
Ракетные сани, разогнавшиеся до 8,5 Маха

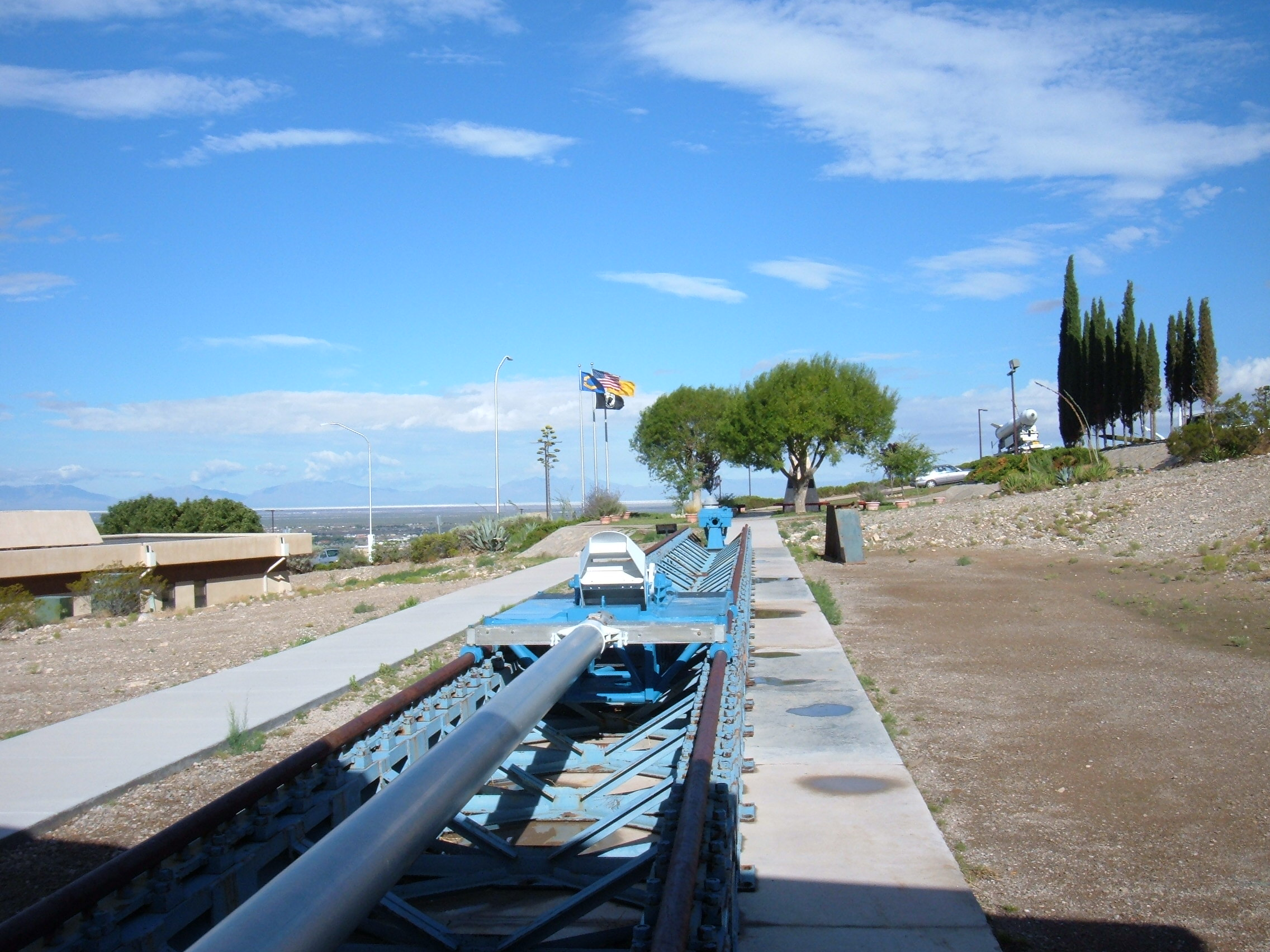

Первое упоминание о применении ракетных саней датируется 16 марта 1945 года, когда в Германии в конце Второй мировой войны их использовали для запуска ракет A4b (нем. A4b) из подземных шахт.
Ракетные сани активно использовались в США в начале «холодной войны», так как позволяли обеспечить тестирование на земле различных систем безопасности для новых скоростных самолётов (в том числе и сверхзвуковых). Для получения высоких ускорений и скоростей сани разгоняли по специально построенным прямым длинным рельсовым путям, а тестируемые приборы и устройства оборудовались датчиками.
Самыми известными являются трассы на авиабазах Эдвардс и Холломан (англ. Holloman Air Force Base), где, помимо испытаний оборудования, проводились и тесты с людьми с целью выяснить воздействие на организм человека высоких ускорений при разгоне и торможении. Заодно тестировались и системы катапультирования на околозвуковых скоростях. Впоследствии на первой из баз путь был разобран с целью удлинить путь на второй. Примечательно, что среди инженеров, что занимались ракетными санями, был и Эдвард Мёрфи, автор одноимённого закона.
Ракетным саням до сих пор принадлежит рекорд скорости на земле. Он был установлен 30 апреля 2003 года на авиабазе Холломан и составил 10 325 км/ч или 2868 м/с (по другим данным, 10 430 км/ч), что составляет 8,5 Маха. Рекорд скорости для пилотируемых ракетных саней был установлен 10 декабря 1954 года также на авиабазе Холломан, когда подполковник Джон Пол Стапп (англ. John Stapp) разогнался на них до скорости 1017 км/ч, что на то время являлось рекордом для наземных управляемых транспортных средств.
После Джона Стаппа (John Stapp) до 2003 г. на ракетных санях были установлены еще 2 рекорда — 4972 км/ч (3089.45 миль/ч) в Нью-Мексико (США) в 1959 г. и 9845 км/ч (6117.39 миль/ч) также на ракетных санях на авиабазе Холломан (Holloman Air Force Base) (США) в октябре 1982.